# Tardelis Peña
Tardelis Peña (Jamundí, Valle del Cauca; 31 de octubre de 1988) es un futbolista colombiano. Juega como defensa central y su equipo actual es el Club Deportivo Luis Angel Firpo de la Primera División de El Salvador.

## Trayectoria
Debutó en el 2008 con el América de Cali donde tuvo compañeros internacionales como Duván Zapata, Adrián Ramos, Pablo Armero y Anier Figueroa, fue parte del equipo que llegó hasta octavos de final de la Copa Sudamericana 2008. Estuvo a prueba en enero del 2010 en el All Boys de la Primera B Argentina también se probó en el Defensa y Justicia, sin embargo, no fue aprobado. En marzo debido a la lesión y retiro de Ernesto Arakaki llega al Cienciano de Cusco. Ese año jugó 27 partidos al lado de Raúl Penalillo, jugando una temporada irregular.

## Clubes
| Club                 | País                | Año                 | Partidos | Goles |
| -------------------- | ------------------- | ------------------- | -------- | ----- |
| América de Cali      | Colombia            | 2008                | ?        | ?     |
| Deportivo Pasto      | Colombia            | 2009                | 3        | 1     |
| Cienciano            | Perú                | 2010                | 27       | 0     |
| Atlético Bucaramanga | Colombia            | 2011                | 34       | 3     |
| Depor Aguablanca     | Colombia            | 2013                | 35       | 7     |
| América de Cali      | Colombia            | 2014 - 2016         | 39       | 2     |
| Fortaleza CEIF       | Colombia            | 2016                | 15       | 0     |
| Audaz                | El Salvador         | 2018                | 63       | 5     |
| Independiente        | El Salvador         | 2019-2020           | 31       | 9     |
| Firpo                | El Salvador         | 2020-presente       | 14       | 1     |
| Total en su carrera  | Total en su carrera | Total en su carrera | 261      | 28    |

## Palmarés

### Campeonatos nacionales
| Título              | Club            | País     | Año  |
| ------------------- | --------------- | -------- | ---- |
| Torneo Finalización | América de Cali | Colombia | 2008 |